# Sam Howell
Sam Howell (geboren am 16. September 2000 in Waynesville, North Carolina) ist ein US-amerikanischer American-Football-Spieler auf der Position des Quarterbacks. Er spielte College Football für die University of North Carolina at Chapel Hill und steht seit 2025 bei den Minnesota Vikings in der National Football League (NFL) unter Vertrag. Zuvor spielte er zwei Jahre lang für die Washington Commanders und ein Jahr bei den Seattle Seahawks.

## Highschool und College
Howell besuchte die Sun Valley High School in Indian Trail, North Carolina. In vier Jahren erzielte er insgesamt 205 Touchdowns und stellte mit 17.036 Yards Raumgewinn einen neuen Rekord in North Carolina auf. Howell wurde als North Carolina Gatorade Player of the Year in der Saison 2018 ausgezeichnet. Nach einer vorläufigen Zusage an die Florida State University entschied er sich letztlich dazu, College Football für die North Carolina Tar Heels an der University of North Carolina at Chapel Hill in seinem Heimatstaat zu spielen.
Howell konnte sich in der Vorbereitung auf seine Saison als Freshman im Kampf um die Position des Starting-Quarterbacks durchsetzen und war von Beginn an Starter der Tar Heels. Mit 38 Touchdownpässen stellte er einen neuen Rekord für die meisten Touchdownpässe eines Freshman in der Football Bowl Subdivision auf. Er gewann mit North Carolina sieben von dreizehn Spielen, nachdem die Tar Heels in den beiden Saisons zuvor von 23 Partien nur fünf gewonnen hatten. Howell wurde als Rookie of the Year in der Atlantic Coast Conference (ACC) ausgezeichnet. Am Ende der Saison gewann er mit den Tar Heels den Military Bowl und führte das Team damit zum ersten Sieg in einem Bowl Game seit 2013.
Als Sophomore konnte Howell an seine überzeugende Leistung aus dem ersten College-Jahr anknüpfen und warf bei einer Passquote von 68,1 % für 3586 Yards Raumgewinn, 30 Touchdowns und sieben Interceptions. Er erzielte die meisten Passing-Yards und Touchdownpässe in der ACC und führte die Tar Heels in den Orange Bowl, in dem sie den Texas A&M Aggies unterlagen.
Vor Beginn seiner dritten Saison am College wurde Howell als einer der Favoriten auf die Heisman Trophy gehandelt, konnte diese Erwartungshaltung aber nicht bestätigen. Die Tar Heels spielten, bedingt durch den Abgang zahlreicher Spieler der Offense in die NFL, darunter die Runningbacks Javonte Williams und Michael Carter sowie die Wide Receiver Dyami Brown und Dazz Newsome, deutlich schwächer als im Vorjahr und beendeten die Saison mit sechs Siegen bei sieben Niederlagen. Zudem musste Howell hinter einer schwachen Offensive Line 49 Sacks einstecken. Er beendete die Saison mit 3056 Yards Raumgewinn im Passspiel, 24 Touchdowns bei neun Interceptions und erlief darüber hinaus 828 Yards sowie 11 Touchdowns. Am 1. Januar 2022 gab Howell bekannt, dass er sich für den NFL Draft 2022 anmelden werde. Er beendete seine College-Karriere als Rekordhalter in Yards Raumgewinn im Passspiel sowie Touchdownpässen bei den Tar Heels.

### Statistiken
| Saison | Team           | Spiele | Passing  | Passing | Passing | Passing | Passing | Passing |
| Saison | Team           | Spiele | Comp-Att | Comp%   | Yards   | TD      | INT     | QB Rtg  |
| ------ | -------------- | ------ | -------- | ------- | ------- | ------- | ------- | ------- |
| 2019   | North Carolina | 13     | 259–422  | 61,4    | 3641    | 38      | 7       | 160,2   |
| 2020   | North Carolina | 12     | 237–348  | 68,1    | 3586    | 30      | 7       | 179,1   |
| 2021   | North Carolina | 12     | 217–347  | 62,5    | 3056    | 24      | 9       | 154,2   |
| Gesamt | Gesamt         | 37     | 713–1177 | 63,8    | 10.283  | 92      | 23      | 164,2   |

Quelle: sports-reference.com

## NFL
Howell wurde im NFL Draft 2022 in der fünften Runde an 144. Stelle von den Washington Commanders ausgewählt. Er ging als dritter Quarterback der Commanders hinter Carson Wentz und Taylor Heinicke in seine erste NFL-Saison. Daher sah Howell nach drei Einsätzen in der Preseason zunächst keine Spielzeit in der Regular Season. Nachdem die Commanders vor dem letzten Spieltag aus dem Kampf um die Play-offs ausgeschieden waren, ernannte Head Coach Ron Rivera Howell zum Starting-Quarterback für das Saisonfinale in Woche 18 gegen die Dallas Cowboys. Bei seinem NFL-Debüt konnte er einen 26:6-Sieg feiern und brachte 11 von 19 Pässen für 169 Yards und einen Touchdown an, dabei unterlief ihm eine Interception. Zudem absolvierte er fünf Läufe für 35 Yards und einen weiteren Touchdown.
Anschließend wurde bekannt, dass Howell als Starting-Quarterback der Commanders für die Saison 2023 eingeplant ist. Howell startete mit sechs Touchdowns bei zwei Interceptions in den ersten beiden Partien gut in die Saison 2023. Er gewann die ersten beiden Spiele und war damit der erster Quarterback, der in der modernen NFL seine ersten drei Spiele als Starter für Washington gewann. Am dritten Spieltag wurde er gegen die Buffalo Bills neunmal gesackt und warf vier Interceptions, dies war zuletzt Warren Moon 1995 passiert. Howell warf mit 612 Passversuchen die meisten Pässe der Saison und führte die Liga nach zehn Spielen zwischenzeitlich in Passing-Yards an. In den letzten sieben Spielen warf er allerdings nur vier Touchdownpässe bei zwölf Interceptions, die letzten acht Partien verloren die Commanders allesamt. Am sechzehnten Spieltag wurde er für seinen Ersatzmann Jacoby Brissett auf die Bank versetzt, blieb aber wegen einer Verletzung von Brissett letztlich Starter. Howell führte die Liga in Interceptions (21) sowie in eingesteckten Sacks (65) an. Er bestritt als erster Quarterback der Commanders seit Kirk Cousins 2017 alle 17 Spiele.
Im März 2024 gaben die Commanders Howell zusammen mit einem Viert- und einem Sechstrundenpick im Austausch gegen einen Dritt- und einen Fünftrundenpick an die Seattle Seahawks ab, da die Commanders sich mit dem zweiten Pick im NFL Draft 2024 in einer guten Position befanden, um einen Nachfolger für Howell auszuwählen.
Nach wenig überzeugenden Leistungen im Traingscamp vor der Saison 2024 gaben die Seahawks Geno Smith den Vorzug als Starting Quarterback, für Howell blieb nur die Rolle als Backup. In seinem einzigen Einsatz in dieser Spielzeit – abgesehen von einem einzigen Snap gegen die Atlanta Falcons in Woche 7 – wurde er in Woche 15 gegen die Green Bay Packers für den verletzten Geno Smith eingewechselt. Er brachte nur 5 von 14 Pässen für 24 Yards an, hielt den Ball zu lange und wurde viermal gesackt. Dies trug maßgeblich zur 13:30-Heimniederlage bei. Die Niederlage trug mit dazu bei, dass die Seahawks zum zweiten Mal in Folge die Play-offs verpassten.
Während des NFL Draft 2025 gaben die Seahawks Howell an die Minnesota Vikings ab, dafür erhielten sie den 142. Pick im Austausch gegen den 172. Pick.

### NFL-Statistiken
| 2022                               | WAS    | 1  | 1  | 11–19   | 57,9 | 169  | 1  | 1  | 83,0 | 5  | 35  | 7,0 | 1 |
| 2023                               | WAS    | 17 | 17 | 388–612 | 63,4 | 3946 | 21 | 21 | 78,9 | 48 | 263 | 5,5 | 5 |
| 2024                               | SEA    | 2  | 0  | 5–14    | 35,7 | 24   | 0  | 1  | 14,6 | 1  | 2   | 2,0 | 0 |
| Gesamt                             | Gesamt | 20 | 18 | 404–645 | 62,6 | 4139 | 22 | 23 | 77,5 | 54 | 300 | 5,6 | 6 |
| Quelle: pro-football-reference.com |        |    |    |         |      |      |    |    |      |    |     |     |   |